# Râul Scânteia
Râul Scânteia numit și Râul Nacu sau Râul Mitoc este un curs de apă, afluent al râului Miletin. 